# Grandvoir
Grandvoir (en wallon Granvwar) est une section de la ville belge de Neufchâteau située en Région wallonne dans la province de Luxembourg.
C'était une commune à part entière avant la fusion des communes de 1977.

## Géographie
Le village est traversé par le ruisseau de Grandvoir, un affluent de la Vierre.

## Évolution démographique
- Source: DGS, 1831 à 1970=recensements population, 1976= habitants au 31 décembre

## Histoire
De 1823 au 5 mai 1903, Grandvoir fut une section de Tournay.

## Patrimoine et culture

### Patrimoine architectural et sites
- Le Moulin.
- Le Château de Grandvoir.
- Le lavoir.
- La Coopérative du Grand Enclos.

## Économie

### Brasserie
Depuis septembre 2016, une aile du château de Grandvoir (hôtel) abrite la brasserie de Grandvoir qui produit la bière blonde de fermentation haute Le Vaurien titrant 5,7 % en volume d'alcool et se référant du nom des habitants du village de Grandvoir.